# Litauische Strongman-Meisterschaft

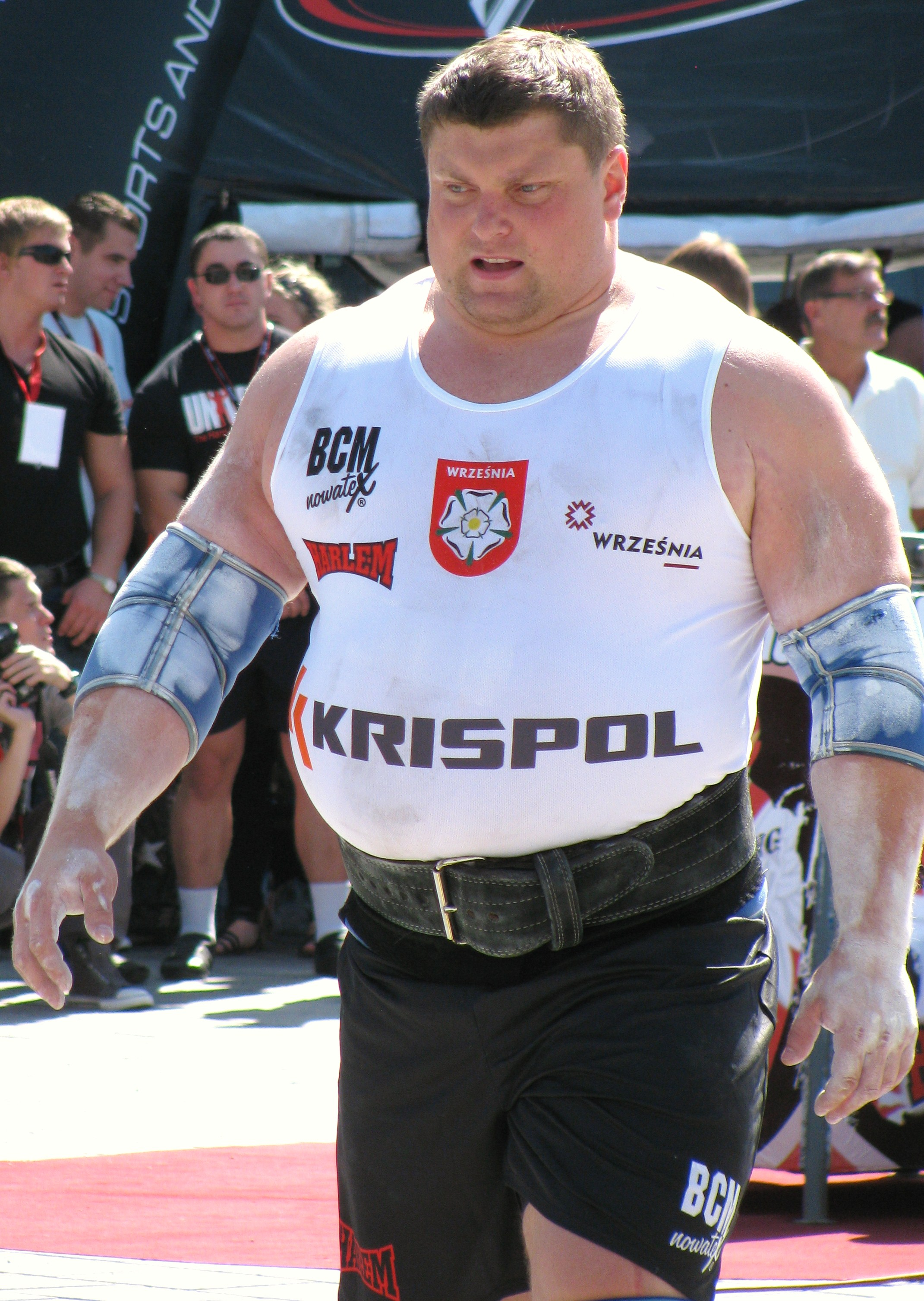
Žydrūnas Savickas, mehrmaliger litauischer Meister

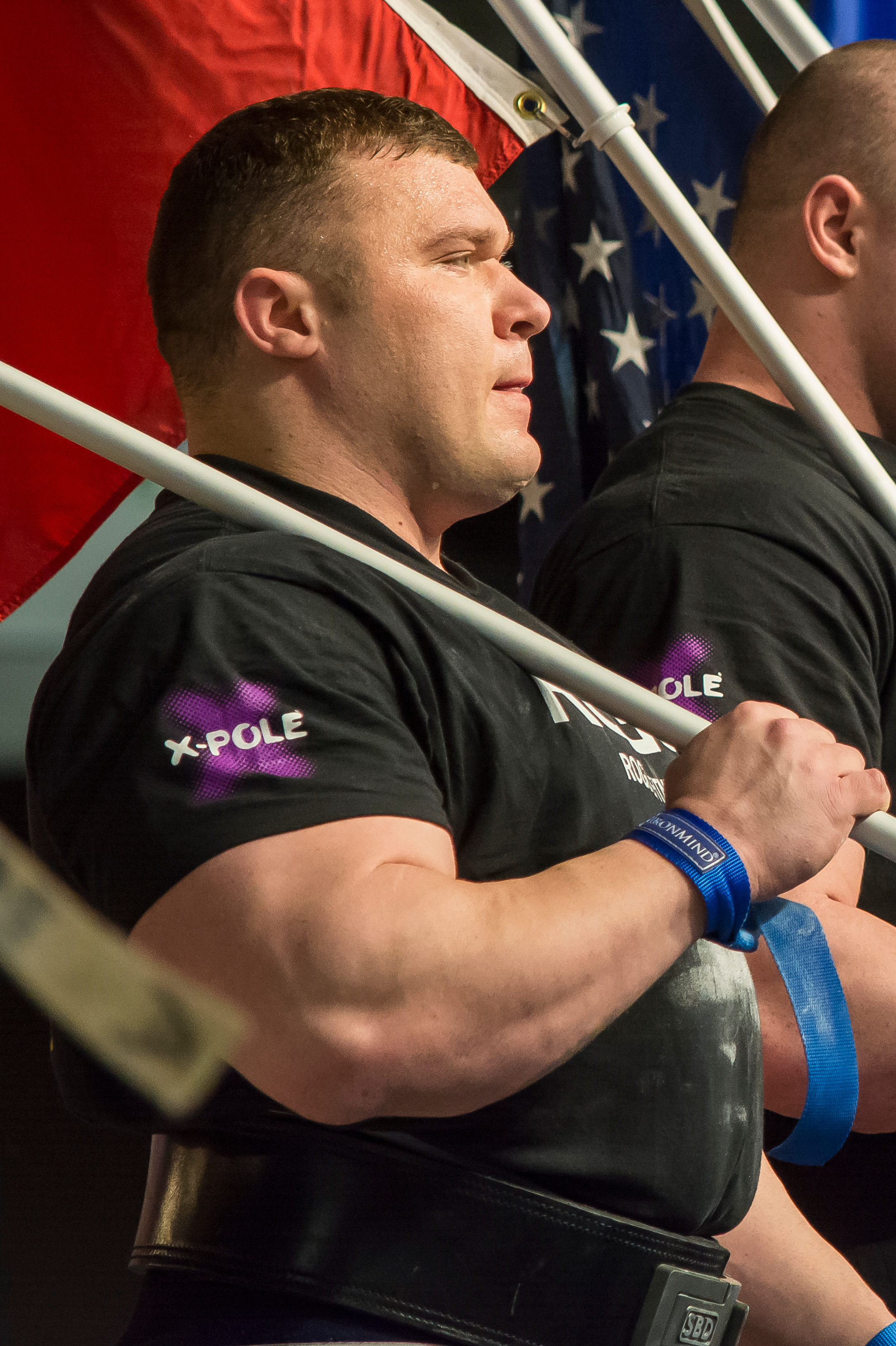
Vytautas Lalas, zweimaliger Meister und zweimaliger Vizemeister Litauens

Die Litauische Strongman-Meisterschaft ist die jährliche Strongman-Meisterschaft  in Litauen.  Žydrūnas Savickas (* 1975) wurde litauischer Meister insgesamt 13 Male.

## Ergebnisse
| Jahr | Meister               | Vizemeister           | 3. Platz                 |
| ---- | --------------------- | --------------------- | ------------------------ |
| 1989 | Raimundas Zenkevičius | Kęstutis Čenkus       | Arūnas Vitkevičius       |
| 1990 | Egidijus Karskis      | Raimundas Zenkevičius | Edmundas Kvietinskas     |
| 1991 | Raimundas Zenkevičius | Aleksandras Žukauskas | Egidijus Žaldokas        |
| 1992 | Alvydas Kirkliauskas  | Audrius Vosylius      | Arvydas Švėgžda          |
| 1993 | Raimundas Zenkevičius | Audrius Vosylius      | Alvydas Kirkliauskas     |
| 1994 | Raimundas Zenkevičius | Stasys Mėčius         | Alvydas Kirkliauskas     |
| 1995 | Stasys Mėčius         | Karolis Rauba         | Alvydas Kirkliauskas     |
| 1996 | Stasys Mėčius         | Arvydas Pintinas      | Žydrūnas Savickas        |
| 1997 | Arvydas Pintinas      | Žydrūnas Savickas     | Stasys Mėčius            |
| 1998 | Žydrūnas Savickas     | Arvydas Pintinas      | Remigijus Kačinskis      |
| 1999 | Žydrūnas Savickas     | Remigijus Kačinskis   | Antanas Abrutis          |
| 2000 | Žydrūnas Savickas     | Vidas Blekaitis       | Antanas Abrutis          |
| 2001 | Antanas Abrutis       | Žydrūnas Savickas     | Vidas Blekaitis          |
| 2002 | Žydrūnas Savickas     | Vidas Blekaitis       | Saulius Brusokas         |
| 2003 | Vilius Petrauskas     | Saulius Brusokas      | Vidas Blekaitis          |
| 2004 | Žydrūnas Savickas     | Vilius Petrauskas     | Vidas Blekaitis          |
| 2005 | Žydrūnas Savickas     | Vidas Blekaitis       | Vilius Petrauskas        |
| 2006 | Žydrūnas Savickas     | Vidas Blekaitis       | Saulius Brusokas         |
| 2007 | Žydrūnas Savickas     | Vidas Blekaitis       | Saulius Brusokas         |
| 2008 | Žydrūnas Savickas     | Vidas Blekaitis       | Alvidas Brazdžius        |
| 2009 | Žydrūnas Savickas     | Vidas Blekaitis       | Vytautas Lalas           |
| 2010 | Vytautas Lalas        | Vidas Blekaitis       | Saulius Brusokas         |
| 2012 | Žydrūnas Savickas     | Vytautas Lalas        | Saulius Brusokas         |
| 2013 | Žydrūnas Savickas     | Vidas Blekaitis       | Saulius Brusokas         |
| 2014 | Vidas Blekaitis       | Vytautas Lalas        | Marius Beniušis          |
| 2015 | Vidas Blekaitis       | Dalius Ziminskas      | Donaldas Andriulis       |
| 2016 | Vytautas Lalas        | Vidas Blekaitis       | Saulius Brusokas         |
| 2017 | Žydrūnas Savickas     | Vidas Blekaitis       | Karolis Aleksandravičius |